# Heteragrion
Heteragrion é um género de libelinha da família Megapodagrionidae.
Este género contém as seguintes espécies:
- Heteragrion aequatoriale
- Heteragrion albifrons
- Heteragrion alienum
- Heteragrion bariai
- Heteragrion brianmayi
- Heteragrion cyane
- Heteragrion eboratum
- Heteragrion erythrogastrum
- Heteragrion freddiemercuryi Lencioni, 2013
- Heteragrion ictericum
- Heteragrion inca
- Heteragrion johndeaconi
- Heteragrion petiense
- Heteragrion rogertaylori
- Heteragrion tricellulare